# Euonymus jinyangensis
Euonymus jinyangensis är en benvedsväxtart som beskrevs av Che Yung Chang. Euonymus jinyangensis ingår i släktet Euonymus och familjen Celastraceae. Inga underarter finns listade.